# Золото-Потокский замок
Зо́лото-Пото́кский за́мок (укр. Золотопотіцький замок) — расположен в посёлке Золотой Поток (укр. Золотий Потік) Тернопольской области, Украина. Замок был построен в начале XVII века воеводой Брацлавским Стефаном Потоцким и являлся одновременно его резиденцией. В 1672 году был захвачен и разрушен турецкими войсками, но быстро восстановлен Потоцкими. Потоцкие владели замком до середины XVIII века, после чего замком владели Ольшевские, Стаевские, а последними владельцами до прихода сюда советской власти в 1939 году был род Гневошей.
Замок представлял собой сооружение из тесаного красного песчаника, квадратное в плане с четырьмя 3-ярусными четырёхугольными башнями по углам и надвратной башней. Надвратная башня 3-ярусная квадратная в плане, украшена гербом Потоцких Пилявой. Дворец 2-этажный (второй этаж более поздней постройки) прямоугольный в плане, образует северо-западную часть замка. Толщина стен между башнями достигает 2-х метров, дворца до 1,8 метра. До настоящего времени сохранились в неплохом состоянии 3 угловых башни (кроме западной), надвратная башня и, почти полностью, стены. Дворец находится в полуразрушенном состоянии.

## История
Золото-Потокский замок был построен Стефаном Потоцким в 1608 году по указанию Сигизмунда ІІІ. В 1672 году замок был захвачен турецким отрядом султана Магомета IV, но спустя три года Ян III Собеский выбил их оттуда и разместил в крепости свой гарнизон. В 1676 году османы во главе с Ибрагимом Шейтан вернулись в Золотой Поток и сожгли замок. После того, как в 1683 году турок окончательно изгнали, Потоцкие немедля принялись за реконструкцию крепости. Начиная с 1786 года замок сменил немало хозяев и пережил как взлеты, так и падения. После большого пожара 1935 года замок значительно пострадал. В 1938 году его пытались законсервировать. Ещё позже, с приходом советской власти, замок передали НКВД. Позже замок использовался под размещение госучреждений, а ещё позже его использовали под местные мастерские.

## Галерея

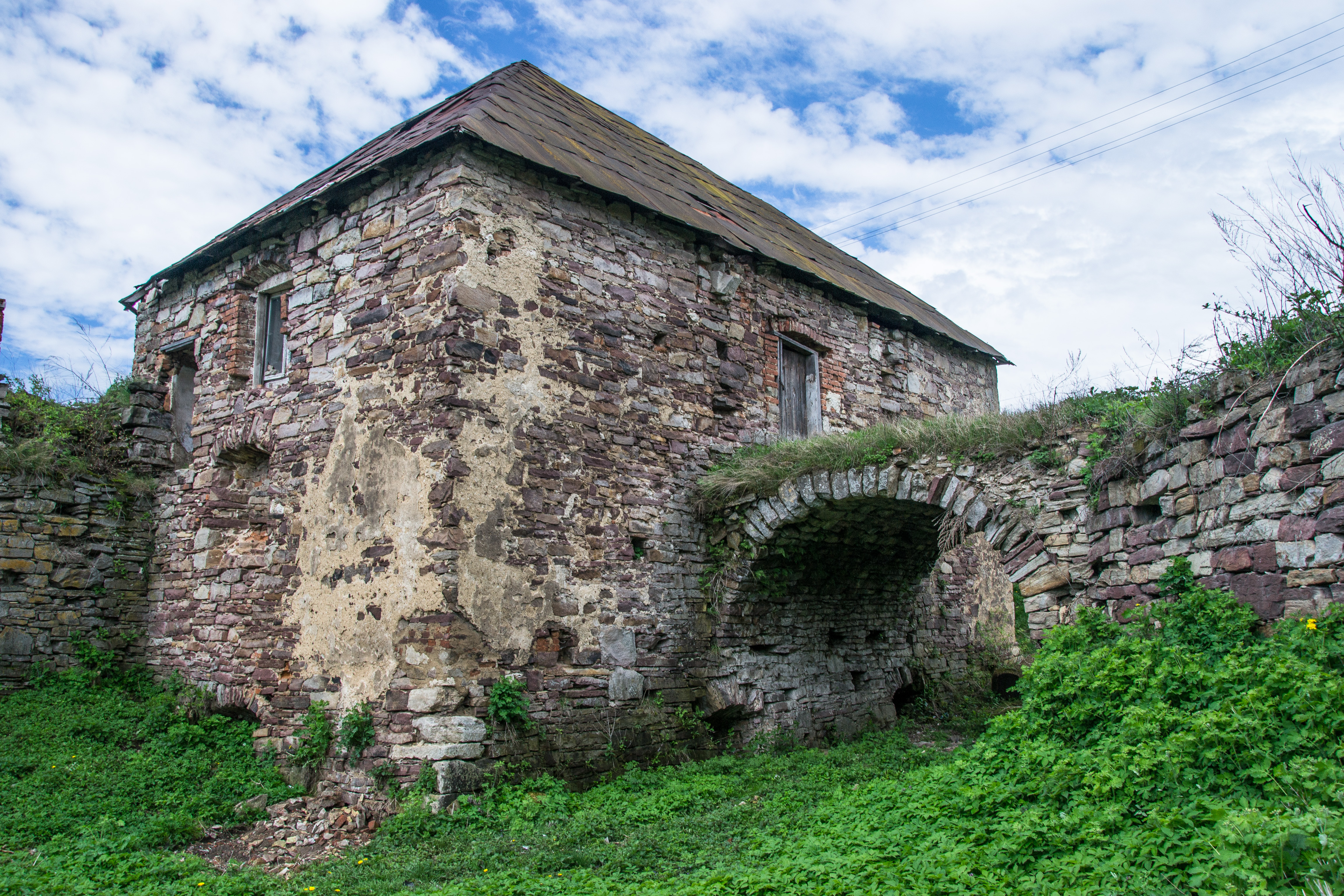
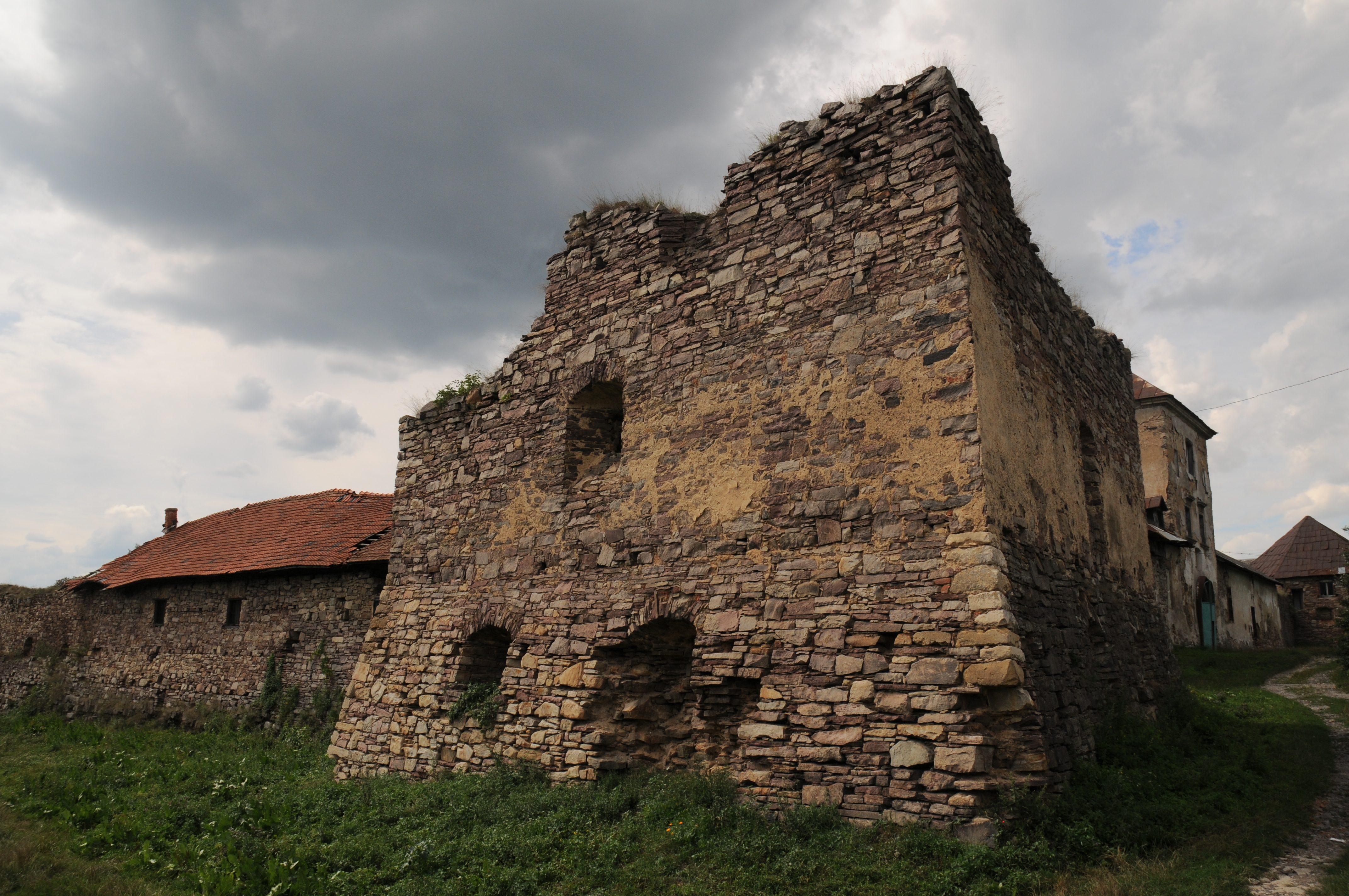
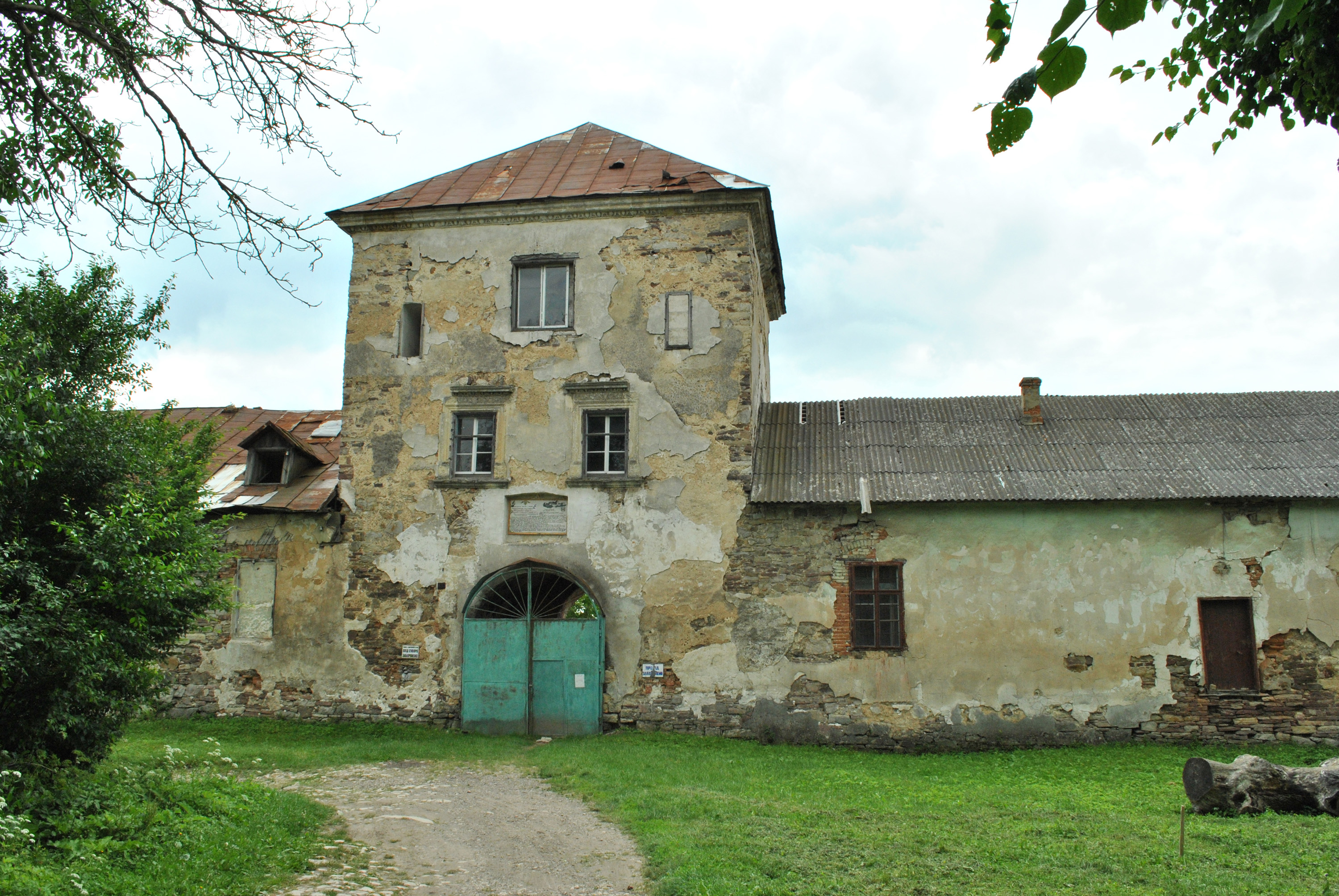
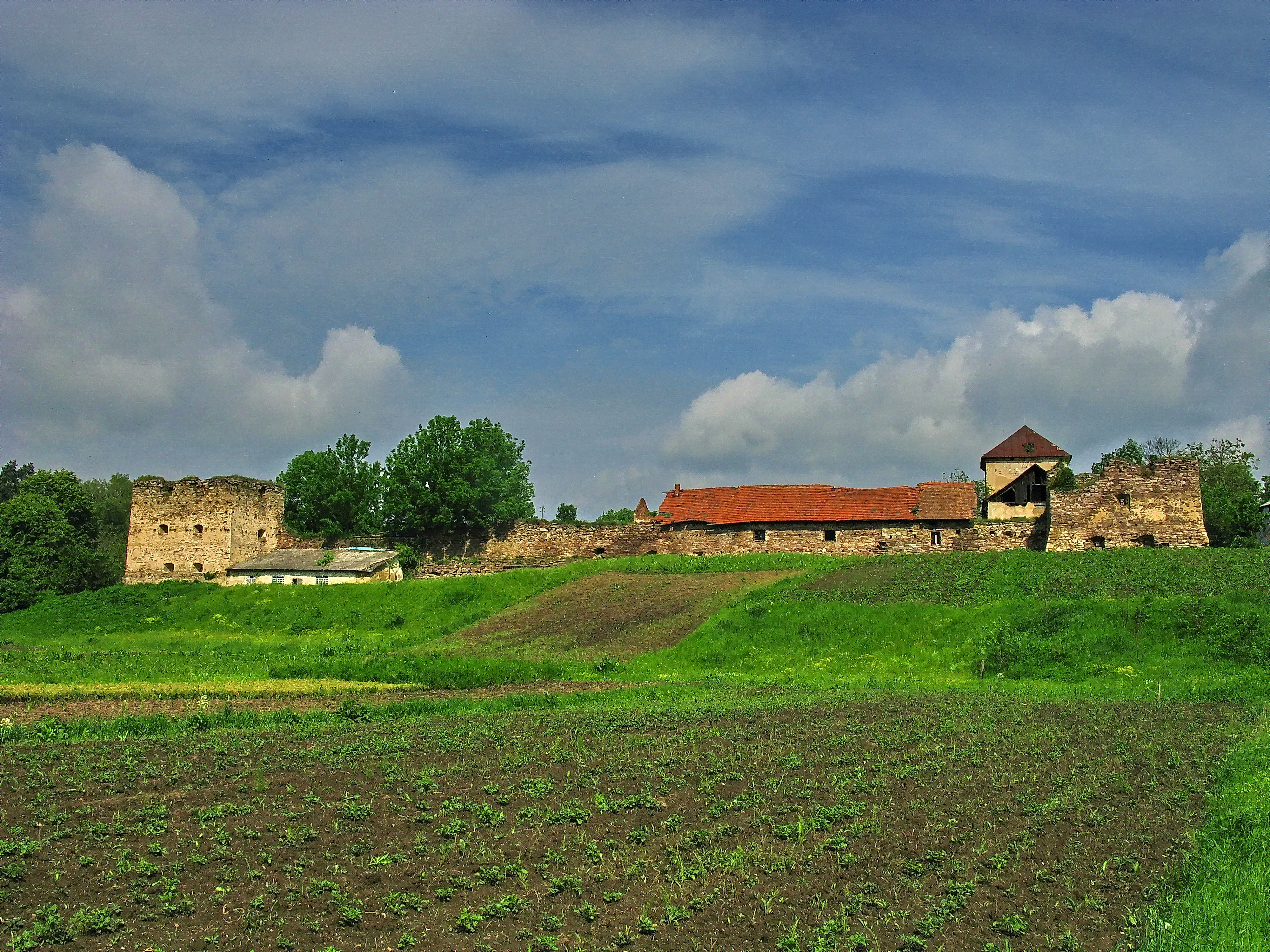
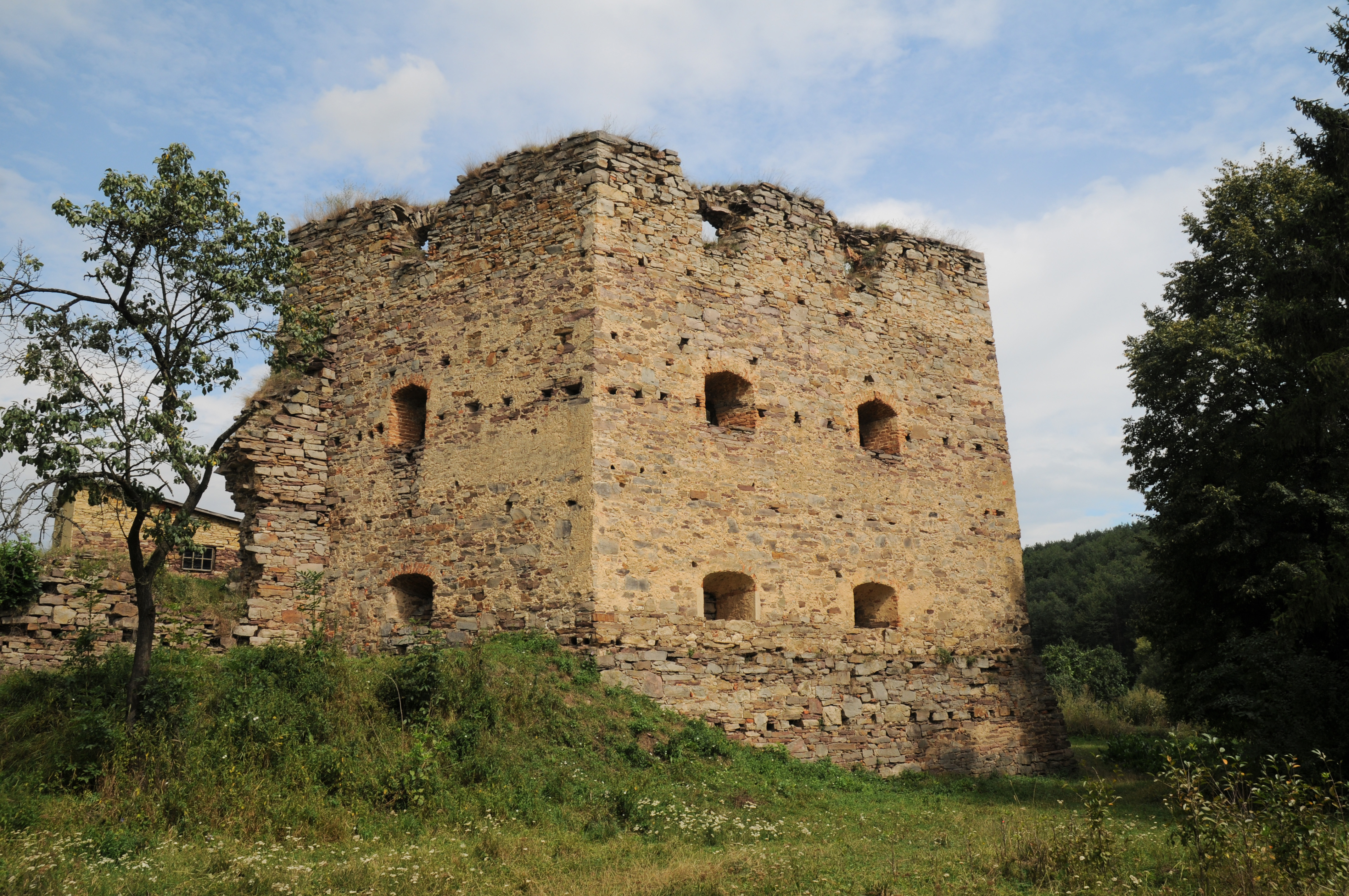